# Caudabronda
Caudabronda (en francès Caudebronde) és un municipi francès situat al departament de l'Aude i a la regió d'Occitània.